# Протасевич, Вячеслав Степанович
Вячеслав Степанович Протасевич (17 (30) апреля 1913, д. Роспы, ныне Копыльский район Минской области — 2 ноября 1992) — советский народный мастер традиционных музыкальных инструментов, исполнитель на дудке, скрипке, жалейках из соломки, тмина, камыша и др. С 1977 года работал в Минске — в Национальном академическом народном хоре Республики Беларусь имени Г. И. Цитовича, в фольклорно-этнографическом ансамбле «Хорошки» — мастер по ремонту и настройке уникальных народных музыкальных инструментов. Изготавливал дудки, жалейки, альты, скрипки, цимбалы, лиры и другие народные инструменты.

## Биография
Родился в семье безземельного крестьянина. Его дед Иван прослужил 25 лет капельмейстером в царской армии, поэтому односельчане называли Протасевичей «Солдатовы». Он имел семь сыновей и две дочери. В семейном ансамбле Протасевичей особенно выделялись сыновья Алесь, Степан (отец Вячеслава), Константин и Федор. После Великой Октябрьской революции к семейному ансамблю Протасевичей присоединились многие односельчане.
В 15-летнем возрасте Протасевич научился кузнечному делу. Когда начали организовываться колхозы, его направили в Копыльскую МТС на курсы трактористов. Работая в колхозе «Чырвоныя Роспы», занимался кузнечным делом и ремонтировал часы, швейные машины, изготавливал разные вещи из дерева и металла.
В 1939 году Протасевич женился на местной девушке Елене Рудаковской. В июне 1941 года деревня Роспы оказалась в партизанской зоне. Весной 1944 немецкие самолёты разгромили деревню. Сохранилось несколько домов, среди них — дом Протасевичей.
Одновременно с основной работой Протасевич занимался изготовлял традиционные белорусские музыкальные инструменты: басовые жалейки, дудки-рогатки и дудки со свистковым приспособлением, сурмы, волынки, скрипки, альты, цимбалы, лиры.
В 1961 году Протасевичи переехали в Узду. Там хозяин устроился мастером по ремонту часов и бытовому обслуживанию населения. 
В 1978 году Протасевич перебрался к сыну и дочери в Колодищи под Минск. Семь лет работал мастером по ремонту и настройке уникальных музыкальных инструментов в Белгосфилармонии, выступал в школах, клубах. Его мелодии записывались на Белорусском и Всесоюзном телевидении.
Лауреат 1-го Всесоюзного фестиваля самодеятельного художественного творчества трудящихся, награждён золотой медалью. Как участник партизанского движения награждён медалями «Партизану Отечественной войны» ІІ степени, «За доблестный труд в Великой Отечественной войне 1941—1945 гг.» и др.

## Память
19 февраля 2003 года переулку Николаевский в агрогородке Колодищи Минской области было присвоено имя В. С. Протасевича. Многие инструменты хранятся в Государственном музее БССР, Узденском краеведческом музее, Литературном музее Янки Купалы в Минске.